# Сыктывкарский государственный университет
Сыктывкарский государственный университет имени Питирима Сорокина (коми Питирим Сорокин нима Сыктывкарса канму университет) — один из ведущих вузов Республики Коми, входит в число региональных опорных университетов России. Функционирует как Федеральное государственное высшее учебное заведение. Основан в 1972 году.

## Название
С 2015 года носит имя Питирима Сорокина, полное наименование — Федеральное государственное образовательное учреждение высшего профессионального образования «Сыктывкарский государственный университет имени Питирима Сорокина», сокращенное название — «СГУ им. Питирима Сорокина».

## История
Сыктывкарский государственный университет создан в соответствии с постановлением Совета Министров СССР № 698 от 24 сентября 1971 года и Совета Министров РСФСР № 580 от 25 октября 1971 года.
В 1972 году университет состоял из двух факультетов: историко-филологический (декан В. П. Золотарев), естественных наук (декан О. В. Петров). 9 кафедр, 40 преподавателей. Прием студентов 350 человек по 8 специальностям.
Из КГПИ в СыктГУ были переданы факультеты: историко-филологический (1972) и химико-биологический (1973).
В нынешнем виде появился в результате реорганизации Сыктывкарского государственного университета и Коми государственного педагогического института путём объединения (приказ Минобрнауки РФ от 14 февраля 2014 года).
2 марта 2015 года — принят новый устав, утвердивший новое название университета «Сыктывкарский государственный университет имени Питирима Сорокина».

## Инфраструктура[6]
- 11 учебных корпусов (1 корпус закрыт на капитальный ремонт);
- 174 учебные аудитории;
- 5 библиотек;
- 84 научных и научно-технических лаборатории;
- 34 компьютерных класса;
- 6 музеев;
- 8 общежитий;
- 1 бассейн.

## Список ректоров
- 28 января 1972 — февраль 1987: доктор географических наук, профессор В. А. Витязева.
- 20 февраля 1987 — 5 сентября 1990: доктор физико-математических наук, профессор А. Е. Грищенко.
- 20 ноября 1990 — 16 октября 1995: доктор физико-математических наук, профессор С. И. Худяев.
- 15 ноября 1995 — 6 ноября 2012: доктор экономических наук, профессор В. Н. Задорожный.
- 7 ноября 2012 — 28 ноября 2015: кандидат юридических наук, доцент М. Д. Истиховская.
- 28 ноября 2015 — 3 ноября 2016: кандидат юридических наук, доцент Н. А. Михальченкова (и. о.).
- с 3 ноября 2016 — по настоящее время: доктор педагогических наук, доцент О. А. Сотникова.

## Структура
1. Институт истории и права
  - Кафедра истории и методики обучения общественно-правовым дисциплинам
  - Кафедра истории России и зарубежных стран
2. Институт естественных наук
  - Кафедра биологии
  - Кафедра геологии
  - Кафедра химии
  - Кафедра экологии
  - Кафедра естественнонаучного образования
3. Институт точных наук и информационных технологий
  - Кафедра инженерной физики и техносферной безопасности
  - Кафедра общетехнических дисциплин и методики обучения технологии
  - Кафедра информационной безопасности
  - Кафедра информационных систем
  - Кафедра математического моделирования и кибернетики
  - Кафедра прикладной математики и информационных технологий в образовании
  - Кафедра радиофизики и электроники
  - Кафедра физико-математического и информационного образования
4. Институт гуманитарных наук
  - Кафедра политологии и международных отношений
  - Кафедра финно-угорской филологии и национального образования
  - Кафедра русской и общей филологии
  - Кафедра филологического образования
  - Кафедра связей с общественностью и рекламы
  - Кафедра журналистики
  - Кафедра философии и этики
5. Институт социальных технологий
  - Кафедра социальной работы
  - Кафедра теоретических и медико-биологических основ физической культуры
  - Кафедра физического воспитания
  - Кафедра безопасности жизнедеятельности
6. Институт педагогики и психологии
  - Кафедра начального и дошкольного образования
  - Кафедра общей психологии
  - Кафедра общей и специальной педагогики
  - Кафедра теории и методики обучения
7. Институт культуры и искусства
  - Кафедра декоративно-прикладного искусства
  - Кафедра дизайна
  - Кафедра изобразительного искусства
  - Кафедра культурологии и педагогической антропологии
8. Институт экономики и финансов
  - Кафедра банковского дела
  - Кафедра бухгалтерского учёта и аудита
  - Кафедра финансового менеджмента
9. Институт менеджмента и предпринимательства
  - Кафедра менеджмента и маркетинга
  - Кафедра экономики и менеджмента сервиса
  - Кафедра экономической теории и корпоративного управления
10. Институт непрерывного образования
11. Институт индивидуальных образовательных программ
12. Колледж экономики, права и информатики

## Издательская деятельность

### Журналы
Сыктывкарский государственный университет впускает следующие журналы:
1. Электронное научное издание «Корпоративное управление и инновационное развитие экономики Севера» — издается с 2005 года, включен в систему РИНЦ, рекомендован ВАК[7]
2. Журнал «Verbum» — внутриуниверситетское издание[8]